# 汐澤安彦
汐澤安彦（日语：／ Shiozawa Yasuhiko，1938年9月3日—2025年1月7日），本名飯吉靖彥（飯吉 靖彦），日本指揮家。

## 簡介
汐澤安彦出身於新潟縣上越市，東京吹奏樂團名譽指揮及東京音樂大學名譽教授。
汐澤安彦指揮過不少主要樂團，如新星日本交響樂團、東京交響管樂團、錫也納管樂團、東京佼成管樂團，東京學院管樂團（東京アカデミック・ウインドオーケストラ）（現為日本超級樂隊、ジャパンスーパーバンド）、愛樂管樂合奏團（フィルハーモニア・ウィンド・アンサンブル）（現為新愛樂管樂團、ニューフィルハーモニア・ウィンド・オーケストラ）、東京音樂大學管樂合奏團，他亦參與過不少錄音。

## 履歷
- 1957年 - 新潟縣立直江津高等學校畢業。
- 1962年 - 畢業於東京藝術大學，同時成為讀賣日本交響樂團的長號手。
- 1964年 - 完成東京藝術大學研究院課程。跟隨山本正人學習長號和金子登學習指揮。及後在桐朋學園大學跟隨齋藤秀雄學習指揮。
- 1967年 - 民主音樂協會主辦的東京國際音樂比賽獲奬。在1970年在相同的比賽獲得再度奬勵賞。
- 1970年 - 退出讀賣日本交響樂團。
- 1972年 - 成為東京佼成管樂團常任指揮。
- 1975年 - 在柏林藝術大學留學，卡拉揚指揮學院學習過指揮。
- 1976年 - 成為二期會合唱團常任指揮。
- 1983年 - 成為東京吹奏樂團常任指揮。
- 1999年 - 獲得日本吹奏樂學會第9屆日本吹奏樂獎（演奏部門）。
- 2009年 - 成為東京吹奏樂團名譽指揮。
- 2011年 - 成為東京音樂大學名譽教授。